# Turó de l'Home (Santa Cristina d'Aro)
El Turó de l'Home és una muntanya de 280 metres que es troba al municipi de Santa Cristina d'Aro, a la comarca catalana del Baix Empordà.